# Миколаївська сільська рада (Софіївський район)
| Миколаївська сільська рада — колишній орган місцевого самоврядування у Софіївському районі Дніпропетровської області з адміністративним центром у с. Миколаївка. Сільській раді підпорядковані населені пункти: - с. Миколаївка - с. Вільне Життя - с. Володимирівка - с. Зелене - с. Катеринівка - с. Катерино-Наталівка - с-ще Лошкарівка - с. Назарівка - с. Непереможне - с. Олександро-Білівка - с. Петрівка |

## Склад ради
Рада складалася з 16 депутатів та голови.

## Керівний склад сільської ради
| ПІБ                           | Основні відомості                                                                         | Дата обрання | Дата звільнення |
| ----------------------------- | ----------------------------------------------------------------------------------------- | ------------ | --------------- |
| Крючков В'ячеслав Миколайович | Сільський голова, 1958 року народження, освіта, член Всеукраїнського об'єднання «Громада» | 26.03.2006   | 31.10.2010      |
| Лисенко Наталя Яківна         | Сільський голова, 1966 року народження, освіта вища, член Партії регіонів                 | 31.10.2010   |                 |

Примітка: таблиця складена за даними джерела